# Vladimír Slámečka
Vladimír Slámečka (* 18. listopadu 1965 Praha) je český římskokatolický kněz, pedagog a rektor Duchovní správy akademické obce ČVUT v Praze. Je členem Třetího řádu sv. Dominika.

## Život
Vystudoval Elektrotechnickou fakultu ČVUT v Praze, specializace silnoproudá elektrotechnologie. Teologického vzdělání nabyl studiem na Katolické teologické fakultě Univerzity Karlovy. Ve své doktorské práci na Elektrotechnické fakultě ČVUT v Praze se zaměřil na problematiku etiky v podnikání.
Pravidelně jezdí celebrovat mše svaté do poutního kostela Navštívení Panny Marie v zaniklé vesnici Skoky na Karlovarsku.